# Malvina (Ossian)

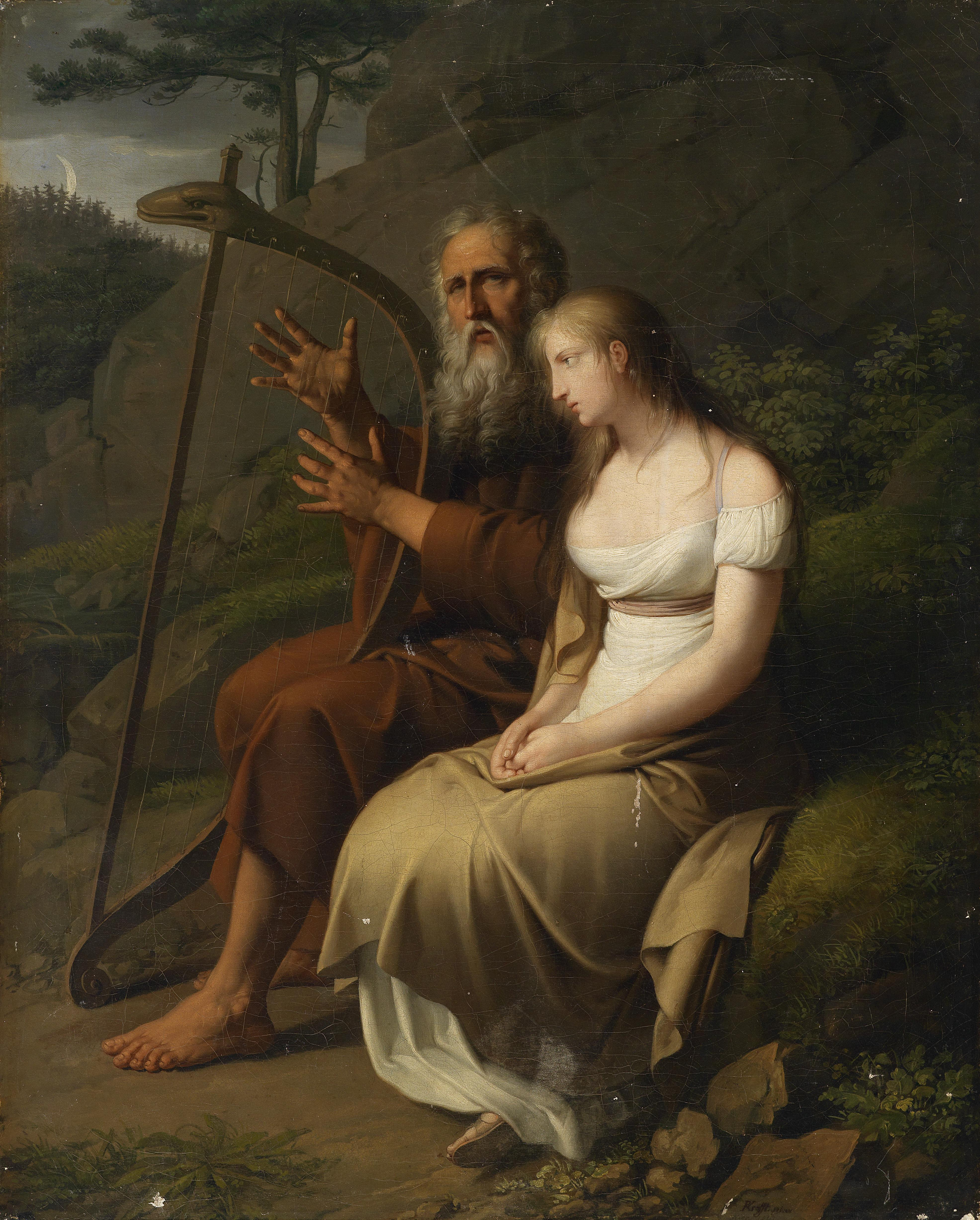
Ossian und Malvina; Ölgemälde von Johann Peter Krafft, 1810

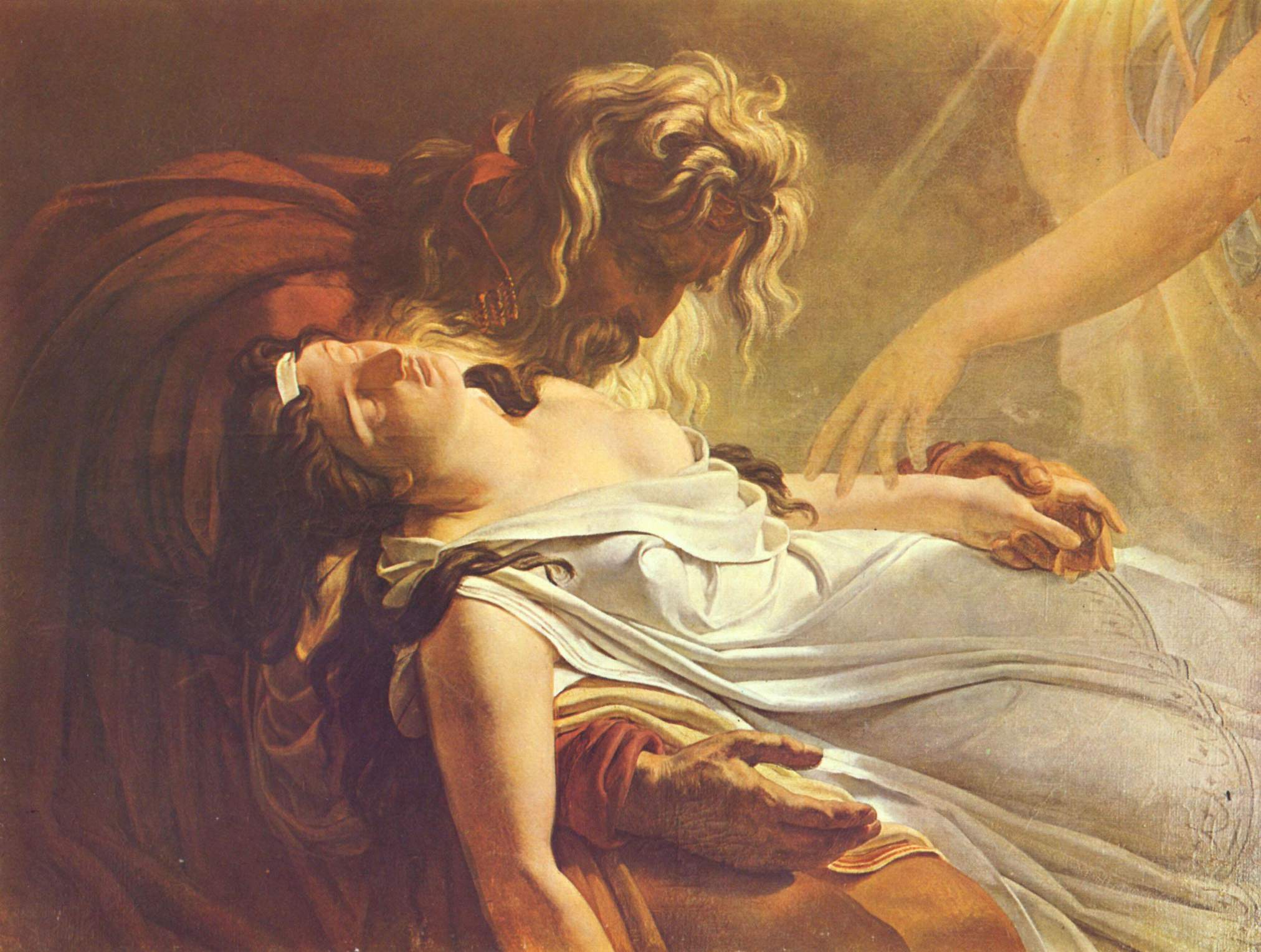
Malvina stirbt in Fingals Armen; Ölgemälde von Ary Scheffer, Anfang 19. Jh.

Malvina ist im Werk Ossian des schottischen Dichters James Macpherson die Verlobte von Oscar (auch Oskar). Der Name leitet sich vom schottisch-gälischen mala mhin („schöne Stirn“) her.
Im angeblich überlieferten keltischen Epos Ossian, das in Wahrheit von Macpherson selbst verfasst wurde, ist Malvina die Tochter des edlen Kriegers Toscar. In Temora, dem historischen Temair (Tara) lebend, wird sie mit Oscar verlobt, dem einzigen Sohn des Dichters Ossian. Als ihr Verlobter früh stirbt, pflegt sie seinen blinden Vater bis zu dessen Tod.
„Mein Sohn ist verschwunden. Sein Bildnis haben in Ferne die brausenden Winde verweht. Des Vaters Seele sie trauert um ihn. O führe mich, meine Malvina!“ (Ossian: Gedichte der Gesänge, duan na nlaoi)
Malvina ist eine Kunstfigur Macphersons und findet in der keltischen Tradition keine Entsprechung.